# タモンズ
タモンズは、吉本興業東京本社（東京吉本）に所属するお笑いコンビ。東京NSC11期生。旧コンビ名、つき（2019年4月 - 12月）。THE SECOND 〜漫才トーナメント〜2024ファイナリスト。

## メンバー
大波 康平（おおなみ こうへい、1982年11月14日 - ）（42歳）
ツッコミ担当。
立ち位置は向かって左。
身長171cm、体重71kg、血液型A型。
兵庫県神戸市出身。
兵庫県立須磨東高等学校卒業、東京都立大学中退。
趣味はスポーツ観戦。特技は早食い。
文田大介（囲碁将棋）、大塚甲喜（元・エレベーターマンション）、浅井優（元・山田カントリー、現・バケモン先生）、滝野元気（元・サヨナラダンス、シンガリ）と2009年春から同居しており、寝室が一緒である。
幼少期は実家が非常に貧乏だったため、祖母や姉と一緒にベニヤ板に土を塗ったような壁でできた家で暮らしていた。
つき騒動後M-1グランプリへとコンビで目標を絞った際、太ってるやつがツッコんでもノイズが入り邪魔になると考えオートファジーで体重を落とした。
安部 浩章（あべ ひろあき、1982年5月24日 - ）（43歳）
ボケ担当。
立ち位置は向かって右。
身長175cm、体重92kg。血液型A型。
兵庫県神戸市垂水区南多聞台出身。埼玉県さいたま市浦和区在住。
神戸市立舞子中学校卒業、兵庫県立須磨東高等学校卒業。東海大学文学部広報メディア学科中退。大学は2週間で通わなくなり、半年で辞めた。
学生時代、野球をやっていた。
大のオリックス・バファローズのファンである。
大波とは違ってバラエティ番組をまったく見ない。相方のピンでの番組やコンビで出演した番組も見ていない。

## 出囃子
- 長渕剛「ろくなもんじゃねぇ」
  - 安部たっての希望により採用された。タモンズ両名ともに長渕のファンである。一度、劇場のスタッフから「出囃子に合う照明がないため変えてもらえないか」といわれたことがある[4]。

## 概要

### デビュー前
- コンビ名は、安部が住んでいた神戸市垂水区の多聞台でよく遊んでいたことが由来[5][6]。「多聞」を複数形にして「タモンズ」と付けた。
- 高校1年生の時、安部が火の不始末により入学して一ヶ月で停学になったことが、大波が安部を知ったきっかけ。安部はその数か月後の修学旅行中にビールを購入しようとして再び停学になっている[7]。
- 高校2年生の時に二人とも同じクラスになり、大波が安部に声をかけた。
- 安部はそれほど人気は無かったが、その面白さに大波が気付き、自分が話を振り安部が笑いをとるようにしたことで人気者になった。
- 大波は高校卒業時に違う相方と養成所に行こうと思っていたが、安部と組みたいと思い直しやめた。その時の相方は大阪でディレクターをやっている。

### デビュー後
- デビュー3年目頃まで同居をしていた。はじめは東伏見に住んでいたが、後に中野へ移住[8]。
- 囲碁将棋・タモンズ・井下好井でユニット『ITI』を結成している。神保町公演や単発のライブをやっている。2021年より幕張の正式ユニットとなる。
- 吉本興業の若手ユニット『東京ワン・ダース』のメンバーとしてライブに参加。
- 主に大宮ラクーンよしもと劇場で活動。マヂカルラブリー、GAGなどが所属する「大宮セブン」のメンバー。安部はメンバーのうち唯一さいたま市在住である[2]。
- THE MANZAI 2012、認定漫才師50組に選出される。
- THE MANZAI 2013、認定漫才師50組に選出される。
- 2019年4月、「タモンズ」から「つき」に改名[9][10]。
- 2020年1月、「つき」から「タモンズ」に再改名[11]。
- 2024年12月、タモンズをモデルに大宮セブンを描いた映画『くすぶりの狂騒曲』公開。大波を和田正人、安部を駒木根隆介が演じる[12]。

## 芸風
- 2020年頃まで、大波が自己紹介をしてから安部の「はじまるよ〜」で漫才が始まった。
- 安部は漫才中、キレ口調になることが多い。
- NSC東京校を卒業しているが、両名とも関西出身であるため漫才は関西弁で行う。

## 賞レースでの戦績

### M-1グランプリ
| 年度   | 成績         | 会場                       | 日時       |
| ------ | ------------ | -------------------------- | ---------- |
| 2005年 | 1回戦敗退    | パナソニックセンター東京   | 2005/09/03 |
| 2006年 | 1回戦敗退    | ムーブ町屋・ムーブホール   | 2006/10/13 |
| 2007年 | 1回戦敗退    | TEPCOホール                | 2007/10/28 |
| 2008年 | 2回戦進出    | ラフォーレミュージアム原宿 | 2008/11/01 |
| 2009年 | 2回戦進出    | ラフォーレミュージアム原宿 | 2009/11/06 |
| 2010年 | 3回戦進出    | ルミネtheよしもと          | 2010/11/23 |
| 2015年 | 準々決勝進出 | 浅草公会堂                 | 2015/11/03 |
| 2016年 | 3回戦進出    | ルミネtheよしもと          | 2016/10/27 |
| 2017年 | 3回戦進出    | ルミネtheよしもと          | 2017/10/20 |
| 2018年 | 2回戦進出    | 雷5656会館ときわホール     | 2018/10/09 |
| 2019年 | 2回戦進出    | 雷5656会館ときわホール     | 2019/10/23 |
| 2020年 | 準々決勝進出 | NEW PIER HALL              | 2020/11/17 |
| 2021年 | 3回戦進出    | よしもと有楽町シアター     | 2021/11/01 |

### その他
- 2012年 THE MANZAI 認定漫才師
- 2013年 THE MANZAI 認定漫才師
- 2013年 キングオブコント 準決勝進出
- 2023年 THE SECOND 〜漫才トーナメント〜 開幕戦ノックアウトステージ32進出
- 2024年 THE SECOND 〜漫才トーナメント〜 グランプリファイナル進出

## 出演
コンビ
- 爆笑トライアウト（NHK）
  - 会場審査は10位（221TP）、視聴者投票は9位（387票）。

- オニ発注（テレビ東京）
- U・LA・LA@7→ULALAナナパチ（TOKYO MX）コーナーゲスト
  - U・LA・LA@7のコーナー名は「よしもとうららちゃん」。
  - ULALAナナパチのコーナー名は「ナナパチよしもと」。

- 新進気鋭 （2012年6月2日、日本テレビ）
- 爆笑レッドカーペットトライアル（2013年4月26日、フジテレビ）
- ネタパレ（2020年8月28日、フジテレビ）
- アメトーーク!（2021年2月18日、テレビ朝日）
- ひるドキ！さいたま〜ず（2021年5月6日・10月14日、NHKさいたま放送局）
- スポスタ☆MIX ZONE(2021年4月4日、文化放送)
- MIRAI系アイドルTV（2021年5月、テレビ東京）
- お笑いワイドショー マルコポロリ!(2022年9月25日、カンテレ)
- それゆけ!大宮セブン（2022年3月29日 - 、BSよしもと・テレビ埼玉）
- タモンズ・まゆみのGO!オリックスGO!（2025年1月11日 - 、レインボータウンFM）

大波のみ
- ジャガイモン（CS テレ朝チャンネル）
- 人志松本の○○な話（フジテレビ）
- 笑う経済白書 THEピンキリSHOW（2012年1月15日、毎日放送（MBS））
- 踊る!さんま御殿!!（2012年2月7日・5月8日、日本テレビ）
- 世界まる見え!テレビ特捜部（2012年5月21日、日本テレビ）

安部のみ
- ウソかホントかわからない やりすぎ都市伝説 ザ・ドラマ（2021年4月21日、テレビ東京）

## DVD
- 「ルミネtheよしもと 業界イチの青田買い2008夏」（2008年）